# A. David Kossoff
Aron David Kossoff (Hartford, Connecticut, 1924 — Wareham, Massachusetts, 3 de mayo de 1995), lexicógrafo e hispanista estadounidense.
Sus padres eran inmigrantes judíos de lo que entonces era la Rusia blanca. En Estados Unidos su padre puso una farmacia en Hartford, Connecticut, donde pasó su juventud. Se graduó en el Amherst College, donde estudió francés intermitentemente a causa de una grave tuberculosis. Vino a la Universidad de Brown, a la que siempre fue agradecido, para estudiar literatura española, recibiendo el Doctorado en Filosofía y Letras en 1954. Profesores suyos fueron William Fichter y Juan López-Morillas. Se quedó como profesor del departamento de Estudios Hispánicos e Italianos (ha cambiado de nombre varias veces) de la misma hasta su jubilación en 1983. Por unos quince años mantuvo una tertulia semanal en su casa.
Fue caballero de la Orden de Isabel la Católica. Entre sus obras destacan el Vocabulario de la obra poética de Herrera (Madrid: Real Academia Española, 1966), una edición de Cristóbal de las Casas, Vocabulario de las dos lenguas toscana y castellana (Madrid: Istmo, 1988), y una magnífica edición de dos piezas teatrales de Lope de Vega: El perro del hortelano y El castigo sin venganza (Madrid: Editorial Castalia, 1970), así como una tesis inédita sobre el Quijote de Avellaneda. Editó junto a otros las Actas del VIII Congreso de la Asociación Internacional de Hispanistas (1986), celebrado en su Universidad de Brown en 1983, del cual fue el principal organizador.